# Axoclinus lucillae
Axoclinus lucillae är en fiskart som beskrevs av Fowler, 1944. Axoclinus lucillae ingår i släktet Axoclinus och familjen Tripterygiidae. IUCN kategoriserar arten globalt som livskraftig. Inga underarter finns listade.